# Son of the Pink Panther
Son of the Pink Panther (br.: O filho da Pantera Cor-de-Rosa) é um filme ítalo-americano de 1993, dirigido por Blake Edwards. Foi o nono filme da série da Pantera Cor-de-Rosa, iniciada 30 anos antes. Dessa vez o protagonista é o patrulheiro Jacques Gambrelli (Roberto Benigni), filho ilegítimo do Inspetor Clouseau. Roteiro do diretor, Madeline Sunshine e Steve Sunshine, com os personagens criados por Edwards e Maurice Richlin.

## Elenco
- Roberto Benigni...Jacques Gambrelli
- Herbert Lom...Comissário Dreyfus
- Burt Kwouk...Cato Fong
- Robert Davi...Hans
- Claudia Cardinale...Maria Gambrelli
- Shabana Azmi...rainha
- Debrah Farentino...Princesa Yasmin
- Graham Stark...Professor Auguste Balls
- Nicoletta Braschi...Jacqueline Gambrelli (irmã gêmea de Jacques)

## Sinopse
A princesa Yasmin do país árabe Lugash é raptada quando estava na França, por terroristas que querem forçar a renúncia do seu pai ao trono. O comissário Dreyfus é chamado para cuidar do caso e ele vai ao sul da França, onde sofre um acidente de carro provocado por um atrapalhado patrulheiro chamado Jacques Gambrelli. O outro carro envolvido no acidente é justamente o dos raptores da princesa. Jacques vê a moça desacordada e se apaixona por ela, sem saber que era a princesa. O comissário Dreyfus desconfia dos ocupantes do carro e passa a seguir Gambrelli, que se tornara alvo dos terroristas por ter visto a princesa.